# John Wahlbom (1900–1944)
Andreas Johan (John) Rikard  Wahlbom, född 6 juli 1900 i Stockholm, död 17 maj 1944, var en svensk skådespelare.
Han var son till John Wahlbom och halvbror till Nils Wahlbom.

## Filmografi
- 1929 – Konstgjorda Svensson
- 1931 – Skepp ohoj!
- 1934 – Pettersson - Sverige
- 1934 – Atlantäventyret
- 1936 – Johan Ulfstjerna
- 1936 – Äventyret
- 1939 – Gubben kommer

## Teater

### Roller
| År   | Roll                | Produktion                                                        | Regi         | Teater         |
| ---- | ------------------- | ----------------------------------------------------------------- | ------------ | -------------- |
| 1924 | En betjänt          | Portiern på Maxim Yves Mirande, Gustave Quinson och Henri Geroule | Ernst Eklund | Blancheteatern |
| 1925 | Colin               | En sensation hos Mrs Beam Charles Kirkpatrick Munro               | Ernst Eklund | Blancheteatern |
| 1929 | En ambulanschaufför | Vid 37de gatan Elmer Rice                                         | Svend Gade   | Oscarsteatern  |
| 1931 | En soldat           | Lilla Katarina (La Petite Catherine) Alfred Savoir                | Ernst Eklund | Komediteatern  |
| 1937 | Leonard             | Timmen H Pierre Chaine                                            | Ernst Eklund | Komediteatern  |